# 색소체
색소체(色素體, 영어: plastid)는 식물과 조류에서 발견되는 세포소기관으로 엽록체, 유색체, 백색체가 있다. 유색체는 카로티노이드계의 색소를 가진 색소체로, 당근·호박·토마토·고추 등의 색은 이것에 의해 나타나는 것이다. 한편, 백색체는 색소를 갖지 않으며, 분열조직 부근이나 지하부의 세포 등에 함유되어 있는데, 주로 녹말 저장에 관여한다. 엽록체는 광합성에 관계하며 특히 연구가 잘 되어 있어, 그 구조와 기능이 상세하게 알려져 있다.
색소체에는 엽록체 외에 유색체·백색체가 있는데, 이 셋을 엄밀히 구별하는 것은 어렵고, 셋 사이의 이행형(移行型) 등이 널리 관찰되고 있다. 그러나 일반적으로는 적색 또는 황색 조직에 함유되어 있는 색소체를 유색체라고 하고, 백색 조직에 함유되어 있는 것을 백색체라고 한다.

## 엽록체
- Outer membrane:외막
- Intermembrane space:막 사이 공간
- Inner membrane:내막
- Stroma(matrix): 스트로마(기질)
- Granum(pl. grana): 그라나
- Thylakoid:틸라코이드
- Lamella 라멜라
- Lumen:내강
- Vesicle:소포

엽록체의 내부구조
- Outer membrane:외막
- Intermembrane space:막 사이 공간
- Inner membrane:내막
- Stroma(matrix): 스트로마(기질)
- Granum(pl. grana): 그라나
- Thylakoid:틸라코이드
- Lamella 라멜라
- Lumen:내강
- Vesicle:소포

현재 남아 있는 엽록체에 관한 최초의 기록은 폰 몰(1837년)에 의한 것이다. 그러나 1800년대 후반까지 광합성의 기본적인 사실이 거의 발견되지 않았기 때문에 엽록체는 분명 이들 발견보다 훨씬 앞서 관찰되었음이 틀림없다. 고등 식물의 엽록체는 지름 5μm 정도의 볼록 렌즈 모양의 소체로, 보통 하나의 세포내에 수십 개가 들어 있다. 광합성 세균과 남조류에는 독립된 엽록체가 없으나, 진핵 식물에 속하는 조류의 엽록체에는 나선형·별모양·그물눈 모양 등 여러 형태가 있으며, 이들은 각각의 조류 특징이 되고 있다.
엽록체에는 여러 가지 색소가 들어 있는데, 가장 중요한 것은 클로로필(엽록소)이다. 클로로필이라는 용어는 1818년 페르티에가 녹색 색소에 붙인 것이 처음이며, 오늘날과 같은 클로로필의 화학적 성질을 알게 된 것은 윌스테터 등에 의해서이다. 현재는 우드워드 등의 연구에 의해 클로로필을 인공적으로 합성하는 것도 가능해졌다. 클로로필에는 a·b·c·d 외에 광합성 세균에 들어 있는 박테리오 클로로필 a, b 및 클로로븀클로로필 650, 660 등이 발견되고 있다. 이들 클로로필은 모두 같은 기본 구조(폴피린)를 갖지만, 말단부가 약간 다르다. 엽록체에 함유되어 있는 색소에는 그 밖에 키산토필·카로틴 따위의 카로티노이드 색소와 피코시아닌(남조소)·피코에리트린(홍조소)·푸코키산틴(녹조소) 등이 있다. 보조 색소가 받아들인 빛에너지는 최종적으로는 클로로필 a에 전달된다. 홍조나 녹조에는 다량의 피코에리트린이나 푸코키산틴이 함유되어 있기 때문에 붉은색이나 녹색으로 보이는데, 반드시 클로로필 a를 함유하며, 광합성을 한다. 1950년대 후반부터 엽록체 연구에 전자 현미경이 사용되어 엽록체의 내부 구조가 자세히 해명되었다. 성능이 좋은 광학 현미경으로 엽록체를 관찰하면 암록색을 띤 지름 0.2 ~ 0.3μ의 입자를 많이 볼 수 있는데, 이 입자를 그라나라고 부른다.
그라나 이외의 기질 부분을 스토로마라고 한다. 엽록체를 얇게 절단하여 전자 현미경으로 보면 그라나 부분은 동전이 여러 개 쌓여 있는 막 구조로 되어 있다. 이 막 구조는 매우 평평한 자루로 되어 있기 때문에 티라코이드(자루 모양이라는 뜻) 또는 그냥 라메라(얇은 막이라는 뜻)라고 한다. 라메라에는 그라나를 구성하는 것과 두 개의 그러나 사이를 연결하는 것으로 구별할 수 있다. 전자를 그러나라메라, 후자를 스토로마라고 한다. 라메라막의 중요한 화학 성분은 지질과 단백질로, 다른 생체막과 비슷하다. 라메라막에 특징적인 구조는 이 막에 지름 10 ~ 20nm의 입자가 많이 박혀 있다는 것이다. 파크 등은 이 입자가 광합성의 기본 단위라고 생각하여 쿠온타좀이라고 명명하였다. 이들의 분석에 의하면 쿠온타좀은 클로로필이나 카로티노이드는 물론이고, 지질이나 단백질도 함유하며, 그 분자량은 192만이나 된다. 이와 같이 라메라막에 입자가 박혀 있다는 것은 확실하지만 이 입자가 광화학 반응 장소라는 생각에는 반대 의견도 있어 아직 일치된 의견은 나오지 않고 있다.
엽록체는 세포내에서 핵분열과는 무관하게 분열하여 증식한다. 이것은 핵 DNA와는 다른 성질의 DNA를 함유하며, 매우 높은 자율성을 가진 세포 기관이라고 생각되었다. 또한 세포질 내의 단백 합성계와는 다른 특유한 합성계를 갖고 있다는 것도 밝혀졌다. 그러나 연구가 진보됨에 따라 엽록체의 자율성은 완전한 것이 아니라 핵 유전자의 지배를 받는 부분이 많다는 것도 밝혀졌다. 예를 들어 클로로필 합성에 관여하는 효소나 탄산 고정 회로(암반응) 속에 관계하는 각종 효소 등을 합성하는 유전 정보는 핵 유전자에 있다고 한다.

## 유색체
유색체는 미세 구조로 보아 다음 셋으로 분류할 수 있다.
- 당근 뿌리의 유색체처럼 결정체를 갖고 있는 것.
- 황엽·홍엽·귤류의 과피 등에 들어 있는 유색체처럼 프라스토 과립(오스뮴산으로 검게 물드는 공모양의 입자)을 갖고 있는 것.
- 옥수수·피망 등의 과피처럼 섬유상 구조를 한 것.

발생적으로 보면 당근의 유색체처럼 백색체 내에 카로틴 결정이 축적되어 유색체로 이행하는 것과 잎이나 과피의 엽록체처럼 라메라막과 클로로필이 분해 소실하지만 카로티노이드는 잔존하여 유색체가 되는 경우가 있다.

## 백색체
저장 조직의 백색체에는 Elaioplast와 Amylopast가 있다. Elaioplast는 오일 합성과 저장에 관여하며 꽃밥 세포에서 pollen coat를 형성하는 기능을 한다. 또한 oilseed나 endosperm cell과 같이 기름과 관련된 색소체라고 볼 수 있다. Amyloplast는 감자에서 발견되는 저장 색소체로, 감자에서는 starch를 granule형태로 저장하는 것이 발견된다. 주로 뿌리나 저장 조직에서 발견할 수 있으며 식물의 굴지성에 관여한다는 중요한 특징이 있다. 굴지성이란 식물이 중력을 감지하여 중력 방향으로 성장하게 되는것으로, 식물이 위아래로 뒤집히게 되면 amyloplast가 밑쪽으로 이동하고 그에 따라 auxin도 밑쪽에서 나오게 되면서 식물이 증력 방향으로 뻗어서 성장하게 된다. (Auxin 은 식물의 길이 생장에 관여하는 호르몬이다.)

## 같이 보기
- 색소포

## 참고 자료
- 이 문서에는 다음커뮤니케이션(현 카카오)에서 GFDL 또는 CC-SA 라이선스로 배포한 글로벌 세계대백과사전의 내용을 기초로 작성된 글이 포함되어 있습니다.